# 중국 철학
중국 철학(中國哲學 · Chinese philosophies) 또는 중국의 사상(中國의 思想 · Chinese thoughts)은 중국에서 전개된 철학 또는 사상을 가리킨다.
현대(1911년) 이전의 중국의 사상은 주류 사상의 변천에 따라 대체로 다음과 같은 6단계의 시기로 나눌 수 있다.
1. 백가쟁명 시기(百家爭鳴時期): 기원전 550년경 ~ 기원전110년경
2. 문헌경학 시기(文獻經學時期): 기원전 110년경 ~ 기원후 220년
3. 노장학 · 현학 주류 시기(老莊學 · 玄學主流時期): 기원후 220년 ~ 404년
4. 불교 주류 시기(佛敎主流時期): 기원후 405년 ~ 819년
5. 신유학·성리학 시기(新儒學·性理學時期): 기원후 820년 ~ 1644년
6. 실학 · 고증학시기(實學考證學時期): 기원후 1645년 ~ 1911년

## 백가쟁명 시기
백가쟁명 시기(百家爭鳴時期: 기원전 550년경 ~ 기원전110년경)는 8백년간의 주나라(기원전 1046-256) 시대의 봉건국가 체제가 무너지고 진시황(기원전 259-210)과 한무제(재위: 기원전 141-87)가 강력한 중앙집권적 전제군주 체제를 확립하는 시기이다.
이 시기는 도가(道家) · 유가(儒家) · 음양가(陰陽家) · 묵가(墨家) · 법가(法家) · 명가(名家) · 종횡가(縱橫家) · 농가(農家) · 병가(兵家) · 소설가(小說家) · 잡가(雜家)의 11개 사상 유파들이 발생하여 활약한 시기이다.이 유파들의 사상가들은 당시의 군주들의 부국강병(富國强兵) · 회맹정벌(會盟征伐) 등의 정치적 요구에 부응하거나 자기 유파의 이상(理想)을 실현하기 위해 자기 유파의 학설과 주장을 내세우고 다른 유파의 학설과 주장을 비판 또는 공격하였다.이들은 이를 통해 자신과 자기 유파의 평판을 높이거나 혹은 자신의 특출한 장기나 기술을 발휘하여 정계에 등용됨으로써 자기 유파의 이상을 실현하기 위해 정치를 행하거나 또는 개인적인 부귀와 공명을 얻으려 하였다.
이 시기의 이들 11개 유파를 "제자백가(諸子百家)"라 하고 또 이 유파들이 서로 자신의 사상 또는 철학을 실현하기 위해 다투었던 당시의 시대적 현상을 "백가쟁명(百家爭鳴)"이라고 한다.
그러나 이들 11개 유파의 구별은 《한서》〈예문지〉의 저자가 당시의 중앙정부의 서고에 보관 중이던 서적들을 분류하기 위해서 만든 임의의 구별로, 반드시 엄격한 의미의 정확한 사상사적 분류라고 볼 수 없다. 사상사적 입장에서 보면 종횡가 · 병가 · 농가 · 소설가 · 잡가의 5개 유파는 사상사적인 학파라고 보기 어려우므로 제외하는 것이 타당한 것으로 보인다. 이들을 제외한 유가 · 도가 · 묵가 · 음양가 · 명가 · 법가의 6가(六家), 즉 여섯 유파는 각자 독자적인 철학과 학설을 가지고 서로간에 대립하거나 다투었던 학파들이다.
이들 6가의 발생은 중국 민족의 독창적 지혜를 보여주는 것으로서, 이들은 중국 철학의 터전을 마련하였다. 그중에서도 공자(孔子: 기원전 551-479)와 맹자(孟子: 기원전 372?-289?)를 중심으로 하는 유가와, 노자(老子: ?-?)와 장자(莊子: 기원전 369?-286)를 중심으로 하는 도가와, 묵자(墨子: 기원전 470?-391?)를 중심으로 하는 묵가는 서로 현격히 다른 특징을 나타낸다. 도가는 무위자연(無爲自然)의 천도사상과 유약겸하(柔弱謙下) · 소요자적(逍遙自適)의 인생관을 특징으로 한다. 유가는 인의예지신(仁義禮智信)의 인도주의와 문질빈빈(文質彬彬)의 합리적 인생관을 특징으로 한다. 묵가는 천지(天地) · 명귀(明鬼)의 종교 관념과 겸애(兼愛) · 비공(非功)의 반전사상을 특징으로 한다.

## 문헌경학 시기

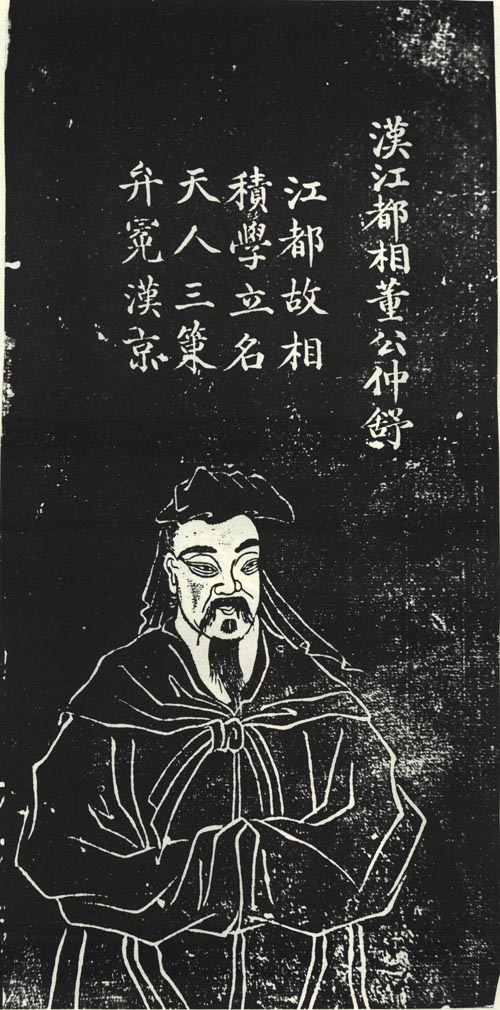
동중서

문헌경학 시기(文獻經學時期: 기원전 110년경 ~ 기원후 220년경)는 전한(기원전 206-기원후 8)의 무제(재위: 기원전 141-87) 때로부터 후한(25-220) 말기까지의 시기이다.
백가쟁명하던 선진 시대(先秦時代: 기원전 221 이전)의 제자백가의 사상이 한무제(재위: 기원전 141-87) 때에 이르러 유학자 동중서(董仲舒: 기원전 c.176-104)가 제안한 정책에 따라 공씨(孔氏)를 높이고 따르는 한편 백가(百家)를 물리침으로써 유가만이 존대받게 되었다. 이에 따라 학문으로서의 유학은 종교적 지위의 유교가 되어 국가 이념과 국가 정책의 기본 방침이 되었고, 모든 문물 · 제도 · 윤리 · 도덕이 유가의 경전인 《시경》·《서경》·《역경》·《예기》·《악(樂)》·《춘추》·《논어》에 근거하여 만들어지고 성립되었다.
국가에서는 유학에 근거한 교화를 목적으로 경학박사 제도를 두어서 유교 경전을 전문적으로 연구하고 가르치게 하였다.그런데 유학을 가르치는데 사용할 텍스트가 진시황 때의 분서갱유 때문에 흩어져 상실되었거나 혹은 착간(錯簡)된 것이 많았다.이 때문에 유학박사들이 시급히 해결해야 할 일은 경전의 자구를 교정하고 해석하는 것과 동시에 각 경전의 장과 절을 순서에 맞게 편집하고, 같은 내용의 여러 책을 비교하여 차이 나는 것들을 바로잡고 정리하는 등의 작업이었다.
그 결과, 전한과 후한의 4백여년 간의 양한 시대(兩漢時代: 기원전 206-기원후 220) 동안, 비록 전문분야에 있어서는 금문학파(今文學派)와 고문학파(古文學派) 간의 논쟁이 있기는 하였지만, 당시의 학자들에 의해 이루어진 성과는 주로 유교 경전에 대한 문헌해석 작업에 불과하였고 유교 사상과 내용 면에서는 새로운 발전이 없었다.때문에 이 시기를 문헌경학 시기라고 한다.

## 노장학·현학 주류 시기

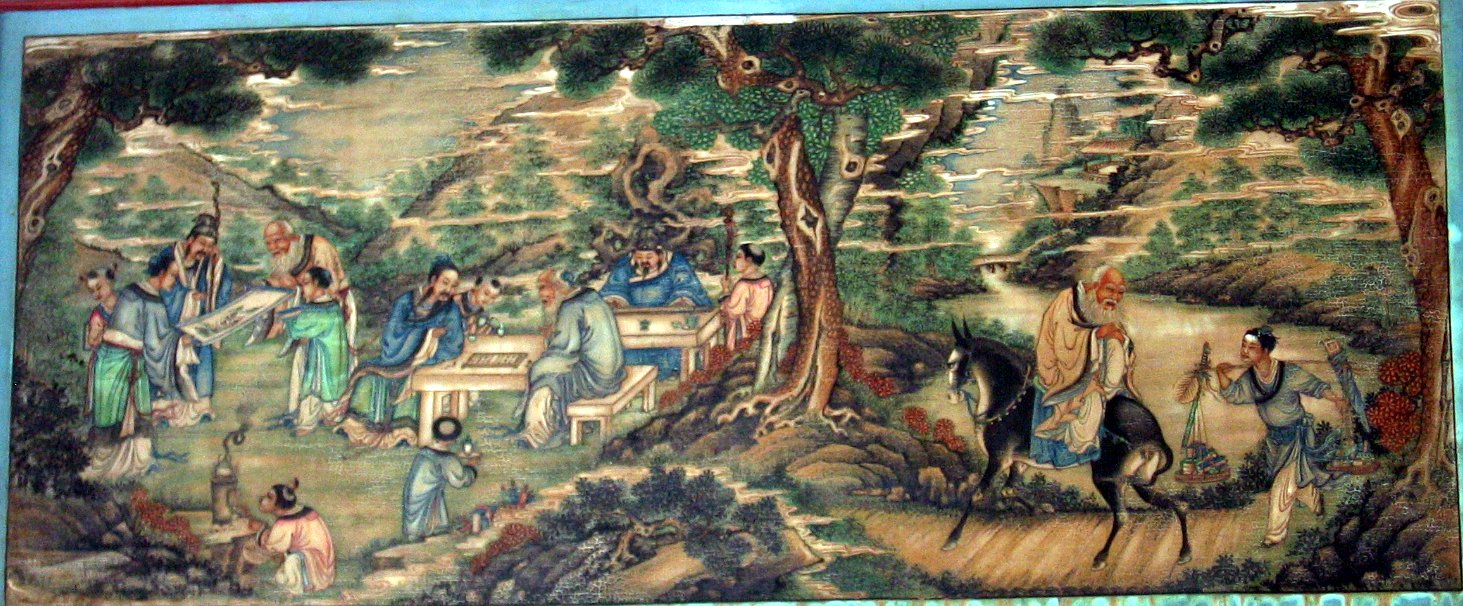
죽림칠현도

노장학 · 현학 주류 시기(老莊學 · 玄學主流時期: 기원후 220년 ~ 404년)는 삼국 시대의 위나라(220-265)로부터 서진(265-317)을 거쳐 동진(317-420) 말기에 이르기까지의 약 2백년 간의 시기이다. 이 시기를 위진 시대(魏晉時代: 220-420)라고도 한다.
한나라 시대의 훈고(訓詁) · 장구(章句)의 유학과 참위(讖緯) · 상수(象數) · 재이(災異: 천재와 지이)의 미신에 대한 반동으로서 하안(何晏: 193?-249) · 왕필(王弼: 226-249) · 상수(向秀: 230?-280) · 곽상(郭象: 252?-312) 등의 노장사상에 근거한 유가 경전의 해석이 나오고 《도덕경》과 《장자》에 대한 새로운 주석이 나오면서 노자와 장자는 다시 시대의 각광을 받게 되었고, 주류 인생관과 세계관은 유학적인 것으로부터 노장학적인 것으로 바뀌기 시작했다.
그리하여 허무자연(虛無自然) · 염정무위(恬靜無爲) · 소요자적(逍遙自適)과 함께 현실에 대한 부정 · 도피의 인생태도가 사상적 주류를 이루어 드디어 예속(禮俗) · 명교(名敎: 유교의 다른 이름)를 타파하는 죽림칠현과 "채국동리하 유연견남산(採菊東籬下悠然見南山: 동쪽 울 밑에서 국화를 꺾어 들고, 멀리 남산을 바라본다)" 하는 도연명(陶淵明: 365-427) 같은 인물들이 탄생하게 되었다.

## 불교 주류 시기

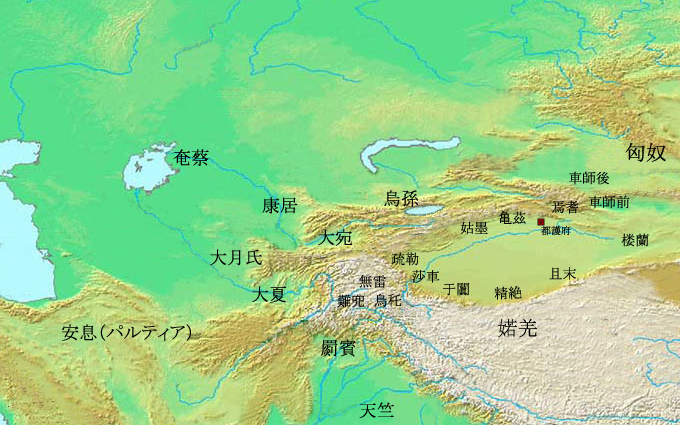
기원전 1세기의 서역: 구마라습의 출생지인 구자국(龜玆國)이 오른쪽 가운데에 "亀茲"로 표시되어 있다

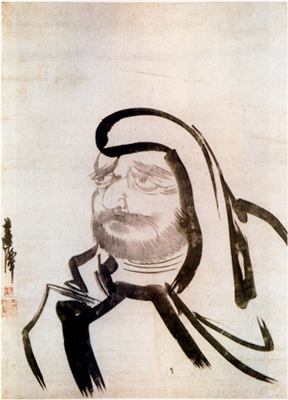
달마도: 김명국, 조선 시대 1636-1637 또는 1643

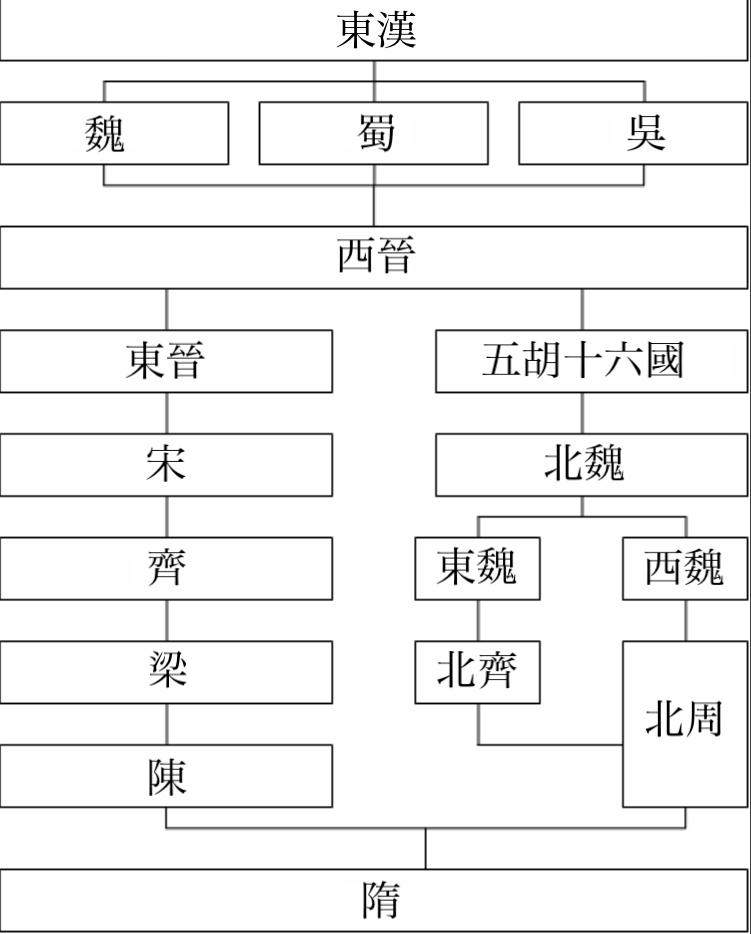
위진 남북조 왕조들의 계통도

불교 주류 시기(佛敎主流時期: 기원후 405년 ~ 819년)는 동진(317-420) 말기부터 남북조 시대(420-589) · 수나라(581-618)를 거쳐 당나라(618-907) 말기까지의 약 4백년 간의 시기이다.
405년은 서역 구자국에서 출생하여 중국으로 초빙된 승려인 구마라습(鳩摩羅什: 344-413)이 오호 십육국 시대 후진(384-417)의 제2대 황제인 요흥(재위 394-416)의 국사가 되었던 해이고, 819년은 당 헌종(재위 805-820)이 부처의 사리를 영입하는 것을 한유(768-824)가 상소하여 불교배척론을 처음 주장한 해로 각각 중국에서 불교가 융성하게 되고 쇠퇴하게 되는 기점이 된다.
불교가 중국에 도입된 것은 구마라습(344-413)의 때보다 훨씬 오래전에 발생했는데, 전한(BC 206-AD 8)의 애제(재위 BC 7-BC 1) 때라고 보는 설까지 있다.구마라습 이전에도 서역의 승려들이 와서 전교와 역경을 하여, 동진(317-420)의 지둔(支遁: 314-366) · 도안(道安: 312-385) · 혜원(慧遠: 335-417) 등이 이미 노장사상과 불교사상을 비교하여 노장의 술어로 불교사상을 해석한 일이 있다.이러한 불교 해석법을 격의불교(格義佛敎)라 한다. 또한 축법호(竺法護: fl. 266-313)가 밀교 경전을 번역한 일도 있다. 그렇기는 하나 구마라습(344-413)이 후진(384-417)의 수도 장안에서 8백여 고승들을 데리고 불경번역을 대규모로 일으키면서부터 중국의 불교는 최전성기에 들어서게 되었다.
그 후 남북조 시대 · 수나라 · 당나라에 걸쳐 불교는 계속 발전하여 13개 종파가 성립되었다.13개 종파는 오 · 동진 · 송 · 제 · 양 · 진의 6조시대(229-589)에 성립된 성실종 · 삼론종 · 열반종 · 지론종 · 정토종 · 선종 · 섭론종 · 구사종 · 천태종의 9종(九宗)과 당나라(618-907) 시대에 성립된 율종 · 법상종 · 화엄종 · 진언종의 4종이다.이 중에서 지론종은 화엄종으로, 섭론종은 법상종으로 흡수되었으므로 당나라 시대에는 실제로는 11개 종파가 있었다.
각 종파의 소의 경전 또는 논서 · 시조 · 성립 연대(또는 해당 논서 또는 경전의 번역 연대) · 나라는 다음과 같다.
1. 정토종: 정토삼부경《관무량수경 · 대무량수경 · 아미타경》, 혜원, 373[7][8], 동진(東晉 317-420)[9]
2. 삼론종: 삼론《중론 · 십이문론 · 백론》, 구마라습, 404-409[10], 후진(後秦 384-417: 오호 십육국)[11]
3. 성실종: 《성실론》, 구마라습, 411-412, 후진(後秦 384-417: 오호 십육국)[12]
4. 열반종: 《대반열반경》(북본열반경), 담무참, 412[13] 또는 421[14], 북량(北涼 397-439: 오호 십육국)
5. 율종: 《사분율》, 혜광, 468-537, 북위(北魏 386-534: 북조)[15][16][17][18][19]
6. 지론종: 《십지경론》, 혜광, 468-537, 북위(北魏 386-534: 북조)[15][16][19]
7. 선종: 불립문자 · 교외별전, 달마, 520[20][21], 양(梁 502-557: 남조)[22]
8. 섭론종: 《섭대승론》·《섭대승론석》, 진제, 563[23], 진(陳 557-589: 남조)[24]
9. 천태종: 《법화경》, 지의, 594[25][26], 수(隋 581-618)[27][28]
10. 구사종: 《구사론》, 현장, 654[29], 당(唐 618-907)[30]
11. 법상종: 《해심밀경》·《유가사지론》·《성유식론》, 현장, 659[31], 당(唐 618-907)[30][32][33]
12. 화엄종: 《화엄경》, 법장, 699[34], 당(唐 618-907)[35]
13. 진언종: 《대일경》·《금강정경》, 선무외, 716, 당(唐 618-907)[36][37]

위의 13개 종파 중 가장 중국화된 불교인 선종은 특별한 발달을 보여 선종의 제5조 이후에는 혜능(慧能: 638-713)의 남종(南宗)과 신수(神秀: ?-706)의 북종(北宗)으로 분파되었다.그 후 남종은 다시 임제종 · 운문종 · 조동종 · 위앙종 · 법안종의 5종(五宗)으로 분파되었다.선종은 이론을 반대하고 실천을 중시하는 불교로 불립문자 · 직지인심 · 견성성불을 주장하는 것이 특징이다.후대의 원나라(1271-1368) · 명나라(1368-1644) 때에는 다른 불교 종파가 다 쇠퇴하였으나 선종의 북종만은 오히려 번성하였다.

## 신유학·성리학 시기

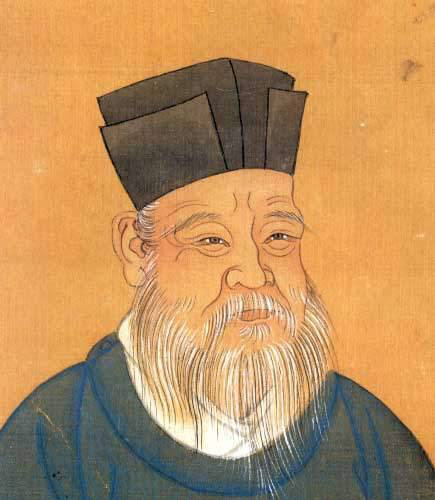
주희

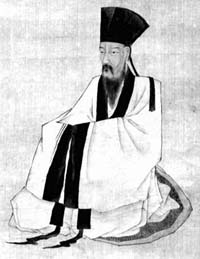
왕양명

신유학·성리학 시기(新儒學·性理學時期: 기원후 820년 ~ 1644년)는 당나라(618-907) 말기부터 5대(907-960) · 북송(960-1126) · 남송(1127-1279) · 원나라(1271-1368)를 거쳐 명나라(1368-1644) 말기까지의 약 8백년의 기간이다.
이때는 위진(220-420) · 남북조(439-589) · 수나라(581-618) · 당나라(618-907)의 약 7백년 동안 노장 사상과 불교 사상의 세력하에서 침체 · 혼미 · 부진에 빠졌던 유학 사상이 그동안의 노장 사상과 불교 사상의 이론을 흡수 · 소화하여 새로운 유학(新儒學), 즉 이학(理學)이라고도 불리는 성리학(性理學)의 이론체계를 수립하고 그것에 근거하여 노장 사상 · 불교 사상에 대해 반격하여 마침내 이 두 사상을 압도하고 유교의 정통적 지위를 되찾아 유교 사상의 새로운 발전을 이룩한 때이다. 때문에 이를 신유학(新儒學) 혹은 송명이학(宋明理學)의 시대라고 철학사에서는 부른다.
이학 즉 성리학이 발전하면서, 성리학에도 성즉리(性卽理) · 거경궁리(居經窮理: 마음을 순일하게 하여 오로지 자기의 본래 성에 순응하는 것에서 사물의 이치를 궁구한다) · 격물치지(格物致知: 사사물물(事事物物)에 즉(卽)하여 그 이(理)를 궁구하여 지(知)를 명확히 한다)를 주장하는 정주학파(程朱學派)와 심즉리(心卽理) · 치양지(致良知: 격물(格物)이란 정심(正心)이며, 정심(正心)을 통해 심의 본체인 양지(良知)에 이른다) · 지행합일(知行合一)을 주장하는 육왕학파(陸王學派)의 두 분파가 생겼다. 흔히 성리학(性理學)이라 할 때는 이 두 분파들 중 정주학파의 유학을 뜻할 때가 많다. 이럴 경우 정주학파의 유학을 특히 성리학(性理學)이라 하고 육왕학파의 유학을 양명학(陽明學) 또는 심학(心學)이라 한다.
이학 즉 성리학의 대표적인 인물로는 북송(960-1126) 시대에 주돈이(周敦頤 · 주염계 · 周濂溪: 1017-1073) · 장재(張載 · 장횡거 · 張橫渠: 1020-1077) · 정호(程顥 · 정명도 · 程明道: 1032-1085) · 정이(程頤 · 정이천 · 程伊川: 1033-1107) · 소옹(邵雍 · 소강절 · 昭康節: 1011-1077)이 있었다. 남송(1127-1279) 시대에 정주학파의 주희(朱熹 · 주회암 · 朱晦庵: 1130-1200)와 육왕학파의 육구연(陸九淵 · 육상산 · 陸象山: 1139-1192)이 있었다. 명나라(1368-1644) 시대에는 육왕학파의 왕양명(王陽明: 1472-1528)이 있었다.
이학 즉 성리학의 특징은 성선설(性善說)에 근거한 인간정신의 내적 수련으로서 내세우는 "알인욕 · 존천리(遏人慾存天理: 사심을 막고 천리를 보존하다 또는 사욕을 제거하고 본래의 착한 마음을 보존하다)"의 실천을 주장했다는 것이다.

## 실학·고증학 시기

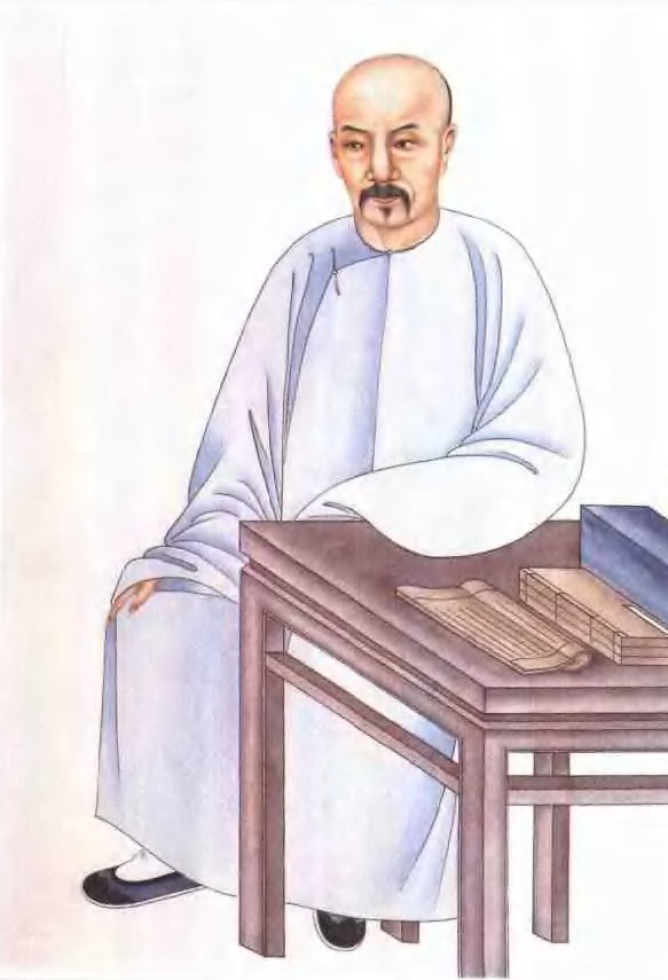
대진

실학 · 고증학 시기(實學考證學時期: 기원후 1645년 ~ 1911년)는 명나라(1368-1644) 말기에서 청나라(1616-1912) 말기에 이르는 기간이다.
만주족에게 나라를 빼앗긴 명나라 말기의 유일(遺逸: 유능하지만 초야에 묻혀있는 선비)들은 학문에 대한 반성을 시작하면서 망국의 죄를 이학 즉 성리학의 공리 · 공론으로 돌리려는 경향이 짙었다. 이리하여 실사구시(實事求是)를 모토로 내세우는 실학파가 생겨났다.
실학파는 송나라 · 명나라 시대의 성리학의 주정적(主靜的) 심성존양(心性存養)의 공부를 노장 사상과 불교 사상이 모습만 달리한 것 뿐이라고 공격하고 경세치용(經世致用)과 이용후생(利用厚生)의 실천과 행동을 강조하였다. 또한, 이와 동시에 경전 해석에 있어서도 송나라 유학자들의 의리(義理: 사람으로서 마땅히 지켜야 할 도리)의 사변에만 치중하는 해석을 부정하고 사실의 증거를 찾아내는 고증적 방법을 채택하였다. 이들은 또 서양의 과학사상을 받아들이기에 힘썼으며, 종래의 경서(經書) · 자서(子書 · 제자서 · 諸子書)의 차별관념을 타파하고 학문정신에 자유를 터놓게 되었다.
실학파의 대표적인 인물로는 염약거(閻若璩: 1636-1704) · 고염무(顧炎武: 1613-1682) · 안원(顔元: 1635-1704) · 대진(戴震 · 대동원 · 戴東原: 1724-1777) · 완원(阮元: 1764-1849) · 손이양(孫詒讓: 1848-1908) · 왕염손(王念孫: 1744-1832) · 유월(兪樾: 1821-1906) · 왕선겸(王先謙: 1842-1917) 등이 있다.

## 같이 보기
- 중국의 역사
- 분류:중국의 철학자
- 유교
- 동양 철학
- 중국의 철학자 목록
- 도교
- 십삼경
- 펑유란
- 린위탕

## 참고 문헌
- 이 문서에는 다음커뮤니케이션(현 카카오)에서 GFDL 또는 CC-SA 라이선스로 배포한 글로벌 세계대백과사전의 "동양사상 > 동양의 사상 > 중국의 사상 > 중국의 사상〔槪說〕" 항목을 기초로 작성된 글이 포함되어 있습니다.